# 야마고 노조미
야마고 노조미(일본어: 山郷 のぞみ, 1975년 1월 16일 ~ )는 일본의 은퇴한 여자 축구 선수이다.

## 국가대표팀 경력
그녀는 1997년 6월 15일 중국과의 경기에서 일본 국가대표팀에 데뷔했다. 2001년 AFC 여자 축구 선수권 대회 준우승, 2010년 아시안 게임 금메달, 2008년과2010년 동아시아 축구 선수권 대회 우승. 4번의 FIFA 여자 월드컵, 2004년 하계 올림픽에도 출전했다. 2011년 FIFA 여자 월드컵 우승. 그녀는 2011년까지 국제 A매치 96경기에 출전했다.

## 통계
| 일본 | 일본 | 일본 |
| 연도 | 출전 | 득점 |
| ---- | ---- | ---- |
| 1997 | 6    | 0    |
| 1998 | 8    | 0    |
| 1999 | 10   | 0    |
| 2000 | 4    | 0    |
| 2001 | 10   | 0    |
| 2002 | 8    | 0    |
| 2003 | 15   | 0    |
| 2004 | 10   | 0    |
| 2005 | 5    | 0    |
| 2006 | 4    | 0    |
| 2007 | 3    | 0    |
| 2008 | 3    | 0    |
| 2009 | 2    | 0    |
| 2010 | 7    | 0    |
| 2011 | 1    | 0    |
| 통산 | 96   | 0    |